# Hermann Reckendorf (Orientalist, 1825)
Hermann Reckendorf (* 1825 in Třebíč; † 1875) war ein deutscher Orientalist.

## Leben
Er studierte Geschichte und Semitistik und wurde Professor an der Universität Heidelberg. Sein Sohn Salomon Reckendorf (1863–1923) war ebenfalls Orientalist.

## Werke (Auswahl)
- Die Geheimnisse der Juden. Band 1. Leipzig 1856.
- Die Geheimnisse der Juden. Band 2. Leipzig 1857.
- Die Geheimnisse der Juden. Band 3. Leipzig 1857.
- Die Geheimnisse der Juden. Band 4. Leipzig 1857.
- Die Geheimnisse der Juden. Band 5. Leipzig 1857.
- Der Koran. Leipzig 1857.
- Das Leben Mosis. Leipzig 1868.

| Personendaten    | Personendaten                     |
| ---------------- | --------------------------------- |
| NAME             | Reckendorf, Hermann               |
| KURZBESCHREIBUNG | deutscher Orientalist und Arabist |
| GEBURTSDATUM     | 1825                              |
| GEBURTSORT       | Třebíč                            |
| STERBEDATUM      | 1875                              |